# Spießbach (Nidder)
Der Spießbach ist ein gut 7 km langer linker und östlicher Zufluss der Nidder.

## Geographie

### Verlauf
Der Spießbach entspringt nördlich von Gedern. Er mündet südwestlich von Gedern-Steinberg in die Nidder.

### Flusssystem Nidder
- Fließgewässer im Flusssystem Nidder

### Orte
Der Spießbach fließt durch folgende Ortschaften:
- Gedern
- Gedern-Steinberg